# كيني غالو
كيني غالو (بالإنجليزية: Kenny Gallo)‏ هو كاتب ومخرج أمريكي، ولد في 1968 في مقاطعة أورانج في الولايات المتحدة.

## وصلات خارجية
- كيني غالو على موقع IMDb (الإنجليزية)
- كيني غالو على موقع قاعدة بيانات الفيلم (الإنجليزية)